# 中长街道
中长街道，曾是中华人民共和国辽宁省大連市金州区下辖的一个乡镇级行政单位。2020年1月，原光明街道和中长街道合并成立光中街道。

## 行政区划
中长街道下辖以下地区：
。